# Clubiona circulata
Clubiona circulata este o specie de păianjeni din genul Clubiona, familia Clubionidae, descrisă de Zhang și Yin, 1998. Conform Catalogue of Life specia Clubiona circulata nu are subspecii cunoscute.